# Wujiang (Shaoguan)
Wujiang  léase Uú-Chiáng (en chino simplificado, 武江区; pinyin, Wǔjiāng qū)  es un distrito urbano bajo la administración directa de la ciudad-prefectura de Shaoguan. Se ubica al este de la provincia de Cantón, en el sur de la República Popular China. Su área es de 677 km² y su población total para 2018 fue más de 300 mil habitantes.

## Administración
El distrito de Wujiang  se divide en 7 pueblos que se administran en 2 subdistritos y 5 poblados.